# Written in Waters
Written in Waters è l'unico album in studio del gruppo black metal norvegese Ved Buens Ende, pubblicato nel 1995.

## Tracce
1. I Sang For The Swans – 7:01
2. You, That May Wither – 4:54
3. It's Magic – 5:25
4. Den Saakaldte – 8:49
5. Carrier Of Wounds – 7:40
6. Coiled In Wings – 7:04
7. Autumn Leaves – 5:07
8. Remembrance Of Things Past – 8:54
9. To Swarm Deserted Away – 2:14

## Formazione
- Carl-Michael Eide - voce, batteria
- Hugh Mingay - basso, tastiera
- Yusaf Parvez  - voce death, chitarra